# Mimudea subrosea
Mimudea subrosea là một loài bướm đêm trong họ Crambidae.